# Zadziewie
Zadziewie (biał. Задзеўе; ros. Задевье) – wieś na Białorusi, w obwodzie witebskim, w rejonie postawskim, w sielsowiecie Jarzewo.

## Historia
W czasach zaborów wieś i folwark w granicach Imperium Rosyjskiego.
W dwudziestoleciu międzywojennym wieś, majątek i koszarka kolejowa leżały w Polsce, w województwie wileńskim, w powiecie duniłowickim (od 1926 postawskim), w gminie Mańkowicze (od 1927 gmina Hruzdowo).
Według Powszechnego Spisu Ludności z 1921 roku oraz spisu z 1931 roku zamieszkiwało:
- wieś – 32 osoby, wszystkie były wyznania rzymskokatolickiego i zadeklarowały polską przynależność narodową. Było tu 8 budynków mieszkalnych[4]. W 1931 w 19 domach zamieszkiwało 89 osób[5].
- majątek  – 17 osób, 6 było wyznania rzymskokatolickiego a 11 staroobrzędowego. Jednocześnie 6 mieszkańców zadeklarowało polską przynależność narodową, a 11 rosyjską. Był tu 1 budynek mieszkalny[4]. W 1931 w 2 domach zamieszkiwało 27 osób[5].
- koszarkę kolejową w 1931 zamieszkiwały 22 osoby w 2 domach[5].

Miejscowość należała do parafii rzymskokatolickiej w Zadziewiu i prawosławnej w Postawach. Podlegała pod Sąd Grodzki w Postawach i Okręgowy w Wilnie; właściwy urząd pocztowy mieścił się w Mańkowiczch.
W 1938 roku miejscowości należały do gromady Zadziewie gminy Postawy.
Po agresji ZSRR na Polskę w 1939 roku wieś znalazła się w granicach BSRR. W latach 1941–1944 była pod okupacją niemiecką. Następnie leżała w BSRR. Od 1991 roku w Republice Białorusi.

## Parafia rzymskokatolicka Przemienia Pańskiego
Wieś Zadziewie stanowiła fundusz i własność sufraganii wileńskiej. W 1620 roku sufragan wileński Abraham Woyna ufundował i uposażył drewniany kościół Przemienienia Pańskiego w Zadziewiu. W 1760 roku na miejscu zrujnowanej świątyni biskup Tomasz Zienkowicz wybudował i uposażył nową, większą świątynię, którą poświęcił w 1765 roku. Kościół był później kilkakrotnie restaurowany. Fundusz kościoła stanowił folwark Zahacz (Zahacie) z wioskami Duki i Litwinki. Na podstawie przywileju Stolicy Apostolskiej z 7 maja 1765 roku wprowadzono do kościoła bractwo Trójcy Przenajświętszej.
6 sierpnia 1901 roku proboszcz ks. Maciej Bugianis poświęcił kamień węgielny pod budowę nowej murowanej świątyni obok starej. Kościół w stylu neogotyckim wzniesiono z ofiar parafian. Został uroczyście poświęcony 18 września 1911 roku przez dziekana nadwilejskiego ks. Aleksandra Dulko. Podczas I wojny światowej świątynia dwukrotnie znalazła się na linii frontu wschodniego. W 1915 roku została uszkodzona przez rosyjską artylerię, a w 1916 rozebrana przez niemieckich saperów. W dwudziestoleciu międzywojennym zbudowano na jej miejscu nowy drewniany kościół.

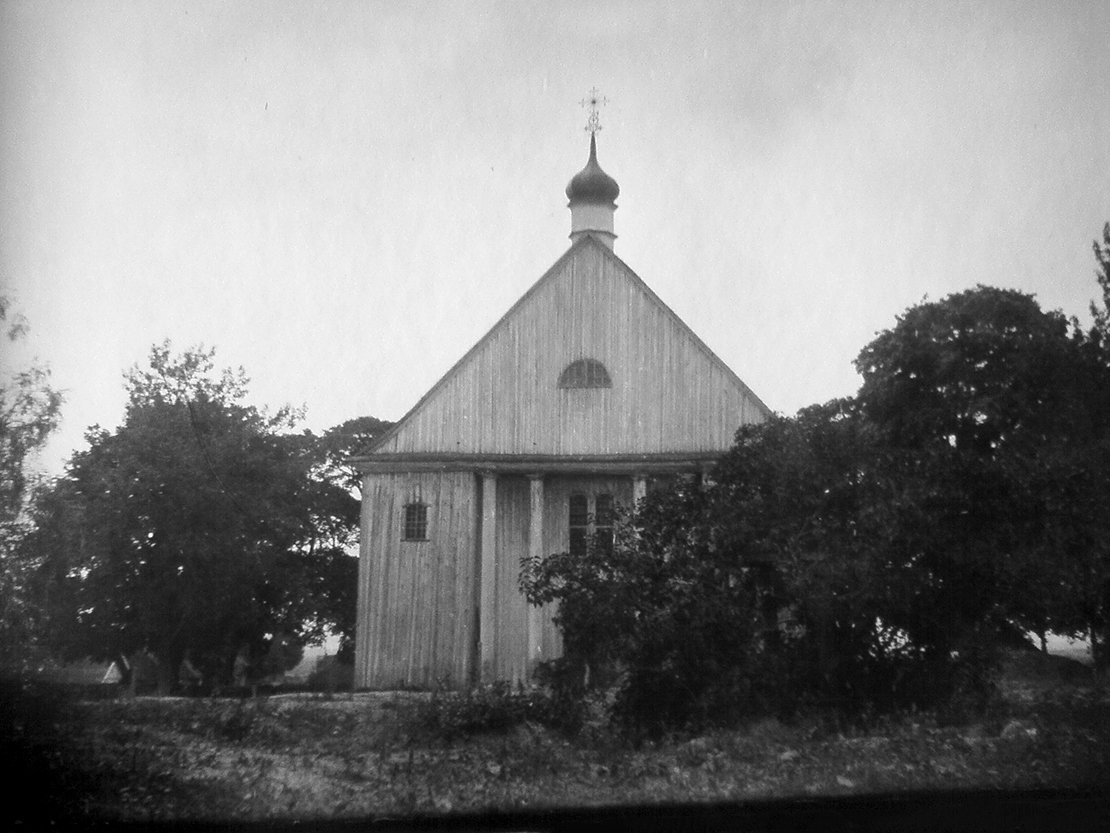
Kościół Przemienienia Pańskiego w Zadziewiu na pocz. XX wieku

Parafia zadziewska obchodziła szczególnie dwa święta: św. Trójcy oraz Przemienienia Pańskiego. W dniu Przemienienia Pańskiego organizowany był jarmark, częstokroć gromadzący kilkanaście tysięcy ludzi. W latach 1940–1944 proboszczem parafii był ks. Jan Laska. Z powodu groźby aresztowania przez niemieckich żandarmów, wspólnie z ks. Aleksandrem Grabowskim, wikariuszem parafii w Postawach, w okresie od 5 stycznia do początku lutego 1944 roku był duszpasterzem w 5 Wileńskiej Brygadzie AK, a następnie do początku lipca 1944 roku był kapelanem w 6 wileńskiej brygadzie AK. W latach 1944–1949 proboszczem był ks. Jan Wielgat. W 1949 r. został aresztowany przez MGB jako "angielski szpieg". W 1956 roku został zwolniony z łagru i wyjechał do Polski.